# Scytalopus fuscus
El churrín del norte (Scytalopus fuscus), también denominado churrín sombrío, churrín oscuro, chercán negro o churrín mendocino, es una especie de ave paseriforme perteneciente al numeroso género Scytalopus de la familia Rhinocryptidae. Es considerada un ave endémica de Chile.

## Distribución y hábitat
Se distribuye, posiblemente de manera endémica, en el centro de Chile, desde el sur de la Región de Atacama hasta la Región del Biobío. Además, fueron observados y colectados ejemplares atribuidos a este taxón en quebradas cordilleranas de la ladera oriental de los Andes, en el noroeste de la provincia argentina de Mendoza (en valle Horcones, Vallecitos, reserva Manzano Histórico y reserva Laguna Diamante), sin embargo, debería dilucidarse si es que no pertenecen a una población norteña y altoandina del churrín austral.
Es común en faldeos de cerros y quebradas con densa vegetación arbustiva, desde el nivel del mar hasta los 4000 m s. n. m. de altitud en la porción septentrional de su distribución del lado chileno y hasta los 3500 m s. n. m. en un ejemplar colectado en la vertiente mendocina.

## Taxonomía
Esta especie monotípica fue descrita originalmente por el ornitólogo inglés John Gould en el año 1837, bajo el mismo nombre científico. Su localidad tipo es: «Chile», estando perdido el ejemplar tipo.
Anteriormente era tratada sólo como una subespecie de un Scytalopus magellanicus, pero se la elevó a especie plena al comprobarse que ambos taxones viven en simpatría desde Valdivia hasta el río Biobío y que diferían en su canto.

## Características
Morfológicamente, S. fuscus es casi idéntico a S. magellanicus, solo difiere sutilmente en el mayor tamaño del pico, cola y alas, patas más robustas así como por tener el plumaje negro apizarrado más uniforme y oscuro, tono que presentan solo algunos individuos de S. magellanicus. También sus vocalizaciones son diferentes.

## Hábitos de vida
Tiene hábitos esquivos, prefiriendo permanecer oculto en la vegetación arbustiva densa. Se alimenta de insectos y arañas. Construye su nido en paredes verticales del terreno, siendo un túnel que permite acceder a una cámara revestida por materiales suaves, donde realiza la postura de 2 a 3 huevos, los que miden en promedio 22 x 17,4 mm.